# Andrzej Franciszek Kotowicz
Andrzej Franciszek Kotowicz herbu Korczak (ur. ok. 1618 roku w Odelsku lub okolicy, zm. w 1682 roku) – polityk i dyplomata, marszałek sejmu zwyczajnego w Warszawie w 1667 roku, wielokrotny poseł sejmowy, kasztelan wileński, ekonom kobryński w latach 1668-1676.

## Życiorys
Pochodził z rodziny średniej szlachty grodzieńskiej. Towarzyszył królewiczowi Janowi Kazimierzowi w jego podróży po Europie, podjętej 27 stycznia 1638. Został wspólnie z nim uwięziony na rozkaz kardynała Richelieu 10 maja 1638 i umieszczony w zamku Salon w Prowansji, w którym przebywał do początku sierpnia 1638.
Po powrocie do kraju podjął służbę na dworze, w 1648 podpisał wraz z powiatem kowieńskim elekcję Jana Kazimierza. Otrzymał od niego w 1652 starostwo grodzieńskie, w 1652 posłował z Grodzieńskiego na sejm. 3 czerwca 1657 mianowany został kuchmistrzem Wielkiego Księstwa Litewskiego; był także w latach 1657–1665 horodniczym i derewniczym wileńskim. W marcu 1658 został pisarzem wielkim litewskim i zajmował się odtąd sprawami stosunków z Rosją.
Wiosną 1658 przebywał w Chludowie na Litwie, zabiegał u hetmana Pawła Sapiehy, w porozumieniu z Bogusławem Radziwiłłem, o zaopatrzenie Słucka i fortec pogranicznych w załogi i zapasy. Latem tegoż roku był posłem na sejm nadzwyczajny. W maju 1660 prowadził rokowania z przedstawicielami cara. W latach 1661–1662 był posłem grodzieńskim na sejmy zwyczajne i nadzwyczajny, obradujące w Warszawie. W 1662 został członkiem deputacji sejmowej nadzorującej prace komisji powołanej do rokowań z Moskwą. W maju i czerwcu 1665 jako jeden z przedstawicieli Rady Senatu, prowadził rokowania z diakiem carskim Bogdanowem. 31 maja 1665 podpisał instrukcję na rokowania z Moskwą. Współpracował z Bogusławem Radziwiłłem, z którym porozumiewał się stale za pośrednictwem Szczęsnego Morsztyna.
W 1666 został po raz kolejny posłem grodzieńskim na sejm. Na sejmie tym wszedł w skład komisji, której zadaniem był podział sum pieniężnych otrzymanych mocą traktatu andruszowskiego od cara Aleksieja Michajowicza dla szlachty polskiej, której Rosja zajęła ziemie. Poseł sejmiku grodzieńskiego na sejm zwyczajny 1677 roku.
W 1669 podpisał elekcję Michała Korybuta, podpisał jego pacta conventa.
W 1671 z polecenia króla zajmował się odbudową zamku wileńskiego i regulacją koryta rzeki Wilejki. W styczniu 1672  otrzymał kasztelanię wileńską. Był deputatem z Senatu do Rady Wojennej przy królu w 1673 roku. W czasie elekcji 1674 roku został sędzią generalnego sądu kapturowego. Był członkiem konfederacji generalnej zawiązanej 15 stycznia 1674 na sejmie konwokacyjnym. Elektor Jana III Sobieskiego z województwa wileńskiego w 1674 roku. W 1676 został członkiem Trybunału Skarbowego i komisarzem do spraw zamku i miasta Grodna.
Według Kaspra Niesieckiego zmarł podczas jednej z misji dyplomatycznych do Moskwy

## Sprawowane urzędy
- Marszałek grodzieński 1649-1652
- Starosta grodzieński 1652-1676
- Kuchmistrz WKL 1657-1658
- Budowniczy wileński 1657-1682
- Derewniczy wileński 1657-1665
- Horodniczy wileński 1657-1665
- Pisarz Wielki WKL 1658-1672
- Wójt wileński 1666-1667
- Kasztelan wileński 1672-1682[10]

## Poseł na Sejm Rzeczypospolitej Obojga Narodów
- 1652 (I) – z powiatu Grodzieńskiego
- 1652 (II) – z powiatu Grodzieńskiego
- Sejm nadzwyczajny 1658 – z powiatu Grodzieńskiego
- 1661 – z powiatu Grodzieńskiego
- 1662 – z powiatu Grodzieńskiego
- 1665 – z powiatu Grodzieńskiego
- 1666 (sejm wiosenny i jesienny[11]) – z Powiatu Grodzieńskiego[12]
- Sejm zwyczajny 1667 – z powiatu Grodzieńskiego, marszałek
- 1668 (II) – z Powiatu Grodzieńskiego[13]
- sejm konwokacyjny 1668 roku - z powiatu grodzieńskiego[14], był członkiem konfederacji generalnej zawiązanej 5 listopada 1668 roku na tym sejmie[15].
- 1669 (I) – z Powiatu Grodzieńskiego[16]

## Życie prywatne
Nie znamy jego rodziców. Niesiecki twierdzi, że jego braćmi rodzonymi był Jan Kazimierz, stolnik orszański oraz Eustachy, biskup smoleński. Jego żoną była Barbara Cecylia nieznanego nazwiska, którą miał syna Jana Franciszka, starostę grodzieńskiego,